# شين دونغ-تشول
شين دونغ-تشول (هانغل: 신동철) هو لاعب كرة قدم كوري جنوبي في مركز الهجوم، ولد في 9 نوفمبر 1961 في كوريا الجنوبية. شارك مع منتخب كوريا الجنوبية لكرة القدم. أما مع النوادي، فقد لعب مع جيجو يونايتد.

## وصلات خارجية
- شين دونغ-تشول على موقع دوري كوريا الجنوبية (الإنجليزية)
- شين دونغ-تشول على موقع ناشيونال فوتبول تيمز (الإنجليزية)